# Pestalozzischule Idstein
Die Pestalozzischule Idstein (kurz: PSI) ist ein Gymnasium mit etwa 1.000 Schülern und ungefähr 100 Lehrern, unter anderem beheimatet im Renaissance-Schloss. Sie entstand kurz nach dem Zweiten Weltkrieg als Internat und Versuchsschule. Die Schule wurde nach dem Schweizer Pädagogen Johann Heinrich Pestalozzi benannt, der das schultypische Motiv „den Menschen zu stärken“ als Ziel vertrat. Über die Schulgemeinde hinaus bekannte Veranstaltungen der Schülervertretung sind und waren "Rock am Schloss", "Open O", "GLOW UP", das Galadinner sowie die seit 2020 neue Veranstaltungsreihe "SV-Talk".

## Geschichte

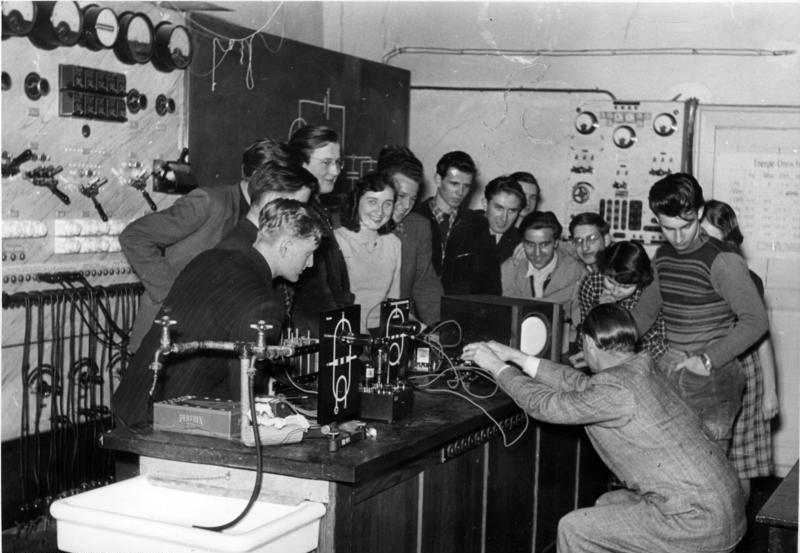
Unterricht 1952 an der Pestalozzischule

Die Schule wurde 1946 als Aufbaugymnasium mit Internat gegründet. Die zugereisten Internatsschüler ermöglichten dem damaligen Kreis Untertaunus überhaupt erst die Einrichtung eines solchen Gymnasiums. Die Zahl der Schüler aus der seinerzeit noch kleinen Stadt Idstein hätte dafür nicht ausgereicht: Man gründete ein Neusprachliches Versuchsgymnasium mit möglichem Einstieg zur siebten Klasse. Seit 2007 werden auch Schüler der Jahrgangsstufe 5 aufgenommen.
Die lange geplante Mensa wurde 2010 fertiggestellt, sie befindet sich in der umgebauten TV-Halle. Seit dem Jahr 2013 ist zudem das Dritte Gebäude – der Neubau – fertig gestellt, welches die Klassenstufen 5–8 beherbergt.

Innenhof des Erweiterungsbaus

## Austausch
Derzeit unterhält die Pestalozzischule Austauschprogramme mit fünf Schulen: Uglitsch in Russland, Claye-Souilly und Avignon in Frankreich, Bienne und Kanton Vaud in der Schweiz und Cañada Rosal in Spanien.

## Besonderheiten
Die Schule bietet Kanukurse, Kanuwanderungen und Wettbewerbe an. Dazu besitzt man sieben 4er-Kanadier, zwei 3er-Kanadier und fünf Einer-Kajaks. Gepaddelt wird auf der Lahn zwischen Gießen und Limburg und teilweise auf der Sinn und der Fränkische Saale.

## Bekannte Schüler
- Erivan Haub (1932–2018), Abitur 1952, Mit-Eigentümer der Unternehmensgruppe Tengelmann
- Christian Herfurth (* 1972), Abitur 1992, Bürgermeister von Idstein
- Kai Klose (* 1973), Abitur 1993, von 2019 bis 2023 Hessischer Minister für Soziales und Integration, Partei Bündnis 90/Die Grünen
- Maik Meuser (* 1976), Abitur 1996, Journalist und Fernsehmoderator
- Tanja Rösner, Abitur 1993, Radiomoderatorin
- Daniela Seel (* 1974), Verlegerin kookbooks
- Ayse Asar (* 1975), Abitur 1994, ehemalige Staatssekretärin im Hessischen Ministerium für Wissenschaft und Kunst
- Diana Stolz (* 1976), Abitur 1995, Politikerin